# 奥包乌伊凯尔
奥包乌伊凯尔（匈牙利語：Abaújkér）是匈牙利包尔绍德-奥包乌伊-曾普伦州所辖的一个村。总面积17.27平方公里，总人口677，人口密度39.2人/平方公里（2011年1月1日）。